# یابا کانکاوا
یابا کانکاوا (گرجی: ჯაბა კანკავა؛ زادهٔ ۱۸ مارس ۱۹۸۶) بازیکن فوتبال اهل گرجستان است.
از باشگاه‌هایی که در آن بازی کرده‌است می‌توان به باشگاه فوتبال اسلوان براتیسلاوا، باشگاه فوتبال کریفباس کریفیی ریه، باشگاه فوتبال اسپارتاک ولادی‌قفقاز، باشگاه فوتبال آرسنال کی‌یف، باشگاه فوتبال دنیپرو، باشگاه فوتبال دینامو تفلیس، و باشگاه فوتبال استاد رنس اشاره کرد.
وی همچنین در تیم‌های ملی فوتبال زیر ۲۱ سال گرجستان و گرجستان بازی کرده‌است.